# Тирсо де Молина
Ти́рсо де Моли́на (исп. Tirso de Molina, настоящие имя и фамилия  Габриэ́ль Те́льес исп. Gabriel Téllez; 1579—1648) — испанский драматург и поэт, доктор богословия, монах и официальный историограф ордена мерседариев. Родился в дворянской семье. Учился в университете Алькала-де-Энареса. В 1601 году стал монахом ордена Девы Марии Милосердной. В 1634 году был назначен членом правления ордена, в 1635 году — его историографом, в 1639 году получил степень магистра богословия.

## Творчество
Автор более 400 стихотворных пьес, из которых до нас дошло только 84 комедии (в том числе «плаща и шпаги») и 5 «ауто». Также обращался к различным прозаическим жанрам (сборник новелл и сочинений на разные темы «Толедские виллы» (исп. Los cigarrales de Toledo), издан в 1624 году).
Широкую известность обрела комедия «Севильский обольститель, или Каменный гость» (в различных переводах — «Севильский озорник», «Севильский насмешник»; исп. El burlador de Sevilla y convidado de piedra, около 1630 года, многократно перерабатывалась другими испанскими драматургами, среди которых — Антонио де Самора), в которой впервые выведен образ Дон Жуана (в пьесе — дона Хуана Тенорио), впоследствии вошедший в мировую культуру.
Продолжая традиции ренессансного театра Лопе де Вега, Тирсо де Молина использует многие мотивы, характерные уже для испанского барокко, — ощущение зыбкости, ненадёжности бытия, восприятие жизни как иллюзии, разочарование в гуманистических идеалах, обращение к религии, понимаемой как единственный безусловный нравственный авторитет.

## Основные произведения
- «Стыдливый во дворце» (1606)
- «Наказание легкомыслия» (соч. 1613)
- «Святая Хуана» (1614)
- «Любовь и ревность заставят поумнеть» (1616, труппа Вальдеса)
- «Толедские виллы»
- «Правда всегда помогает» (1623, труппа X. Б. Валенсиано в Кордове)
- «Любовь-целительница» (1625?)
- Трилогия Писарро («Единая цель решает все», «Американские амазонки», «Верность в борьбе с завистью»)
- Севильский озорник, или Каменный гость (издана в 1630)
- «Дон Хиль Зелёные штаны» (изд. 1630)
- «В женщине благоразумие» (изд. 1634)
- «Лучшая жница» (изд. 1634)
- «Жена, повелевающая в доме» (изд. 1635)
- «Богородица оливковой рощи» (изд. 1636)
- «Антона Гарсия» (изд. 1635)
- «Осуждённый за недостаток веры» (изд. 1635)
- «Благочестивая Марта» (изд. 1636)
- «Ревнивая к себе самой»

## Тирсо де Молина в России
- Пьеса «Благочестивая Марта» переводилась С. А. Юрьевым (1878), М. В. Ватсон (1898), Т. Л. Щепкиной-Куперник (1935). Постановки осуществлены в Театре Горевой (1889), Александринском театре (1898), Михайловском театре (1915), Киевском русском драматическом театре (1937), Большом Драматическом театре в Ленинграде (1938) и Театре имени Ленсовета в Москве (1938). Экранизирована в СССР в 1980 году.
- «Севильский обольститель» переведён А. Н. Бежецким (1887) и В. А. Пястом (1923). Поставлена в 1890 году Малым театром.
- «Дон Хиль Зеленые штаны». Переводилась В. А. Пястом (1923) и М. Л. Лозинским (1944). Ставилась в Ленинградском драматическом театре (1955), Свердловском драматическом театре (1963) и др.
- Пьеса «Ревнивая к себе самой» переводилась М. А. Донским. Постановки осуществлены в Малом театре (режиссёр Л. Хейфец, 1978, инсценировка спектакля на радио — 1980), в Вахтанговском театре[1], и др.